# 安东尼奥·戴维斯
安东尼奥·李·戴维斯（英語：Antonio Lee Davis，1968年10月31日—），美国NBA联盟前职业篮球运动员。他在1990年的NBA选秀中第2轮第45顺位被印第安纳步行者选中。